# Sumé
Sumé ("hvor?" på Grønlandsk) var et grønlandsk rockband som anses for pionerer inden for Grønlandsk rockmusik. Bandet dannedes i 1972 omkring sanger, guitarist og producer Malik Høegh (f. 1952), og guitarist, sanger og komponist Per Berthelsen. Deres første plade Sumut "Hvorhen?" blev udgivet i 1973 på pladeselskabet Demos, og blev en stor publikumssucces da pladen blev købt af en femtedel af den grønlandske befolkning. Således blev pladen en grundsten i det grønlandske folks nationalitetsfølelse og et vigtigt vejmærke i den grønlandske uafhængighedsbevægelse. Bandet var inspireret af amerikansk rock men sang på grønlandsk, og deres tekster var progressive og kritiserede den danske kolonimagt. I sangen Nunaqarfiit sang de " Nu er det atter tid at leve som Inuit, og ikke som europæere". Forsiden af pladen Sumut viste et træsnit fra 1800-tallet Aron fra Kangeq der afbilleder en inuit-fanger der dræber en dansk købmand. Sumés plader blev produceret af Karsten Sommer og de to sidste plader blev udgivet på forlaget ULO.
Sumé gik i opløsning i 1977 men de optræder stadig af og til, og i 1994 udgav de pladen Persersume "Snefygning".
I 2014 blev filmen, Sume - Mumisitsinerup Nipaa udgivet, instrueret af Inuk Silis Høegh.

## Diskografi
- Sumut (1973, Demos)
- Inuit Nunaat (1974, Demos)
- Sume (1977, ULO)
- 1973-76 (1988, ULO)
- Persersume